# Rio Agigea
O Rio Agigea é um rio da Romênia afluente do rio Danúbio, localizado no distrito de Constanţa.